# عنکبوت‌های گردباف جنگلی
عنکبوت‌های گردباف جنگلی (نام علمی: Anapidae) نام یک تیره از راسته عنکبوت است.